# Carolina Rodríguez Gutiérrez
Carolina Rodríguez Gutiérrez (Toluca de Lerdo, 30 de setembre de 1993) és una ciclista mexicana, professional des del 2013 i des del 2019 a l'equip Astana Womens Team. Va participar en els Jocs Olímpics de 2016.

## Palmarès
- 2011
  -  Campiona de Mèxic júnior en contrarellotge